# مارچلین برتراند
مارچلین برتراند با نام تولد مارسیا لین برتراند (به انگلیسی: Marcheline Bertrand) (زاده ۹ مه ۱۹۵۰ – درگذشته ۲۷ ژانویه ۲۰۰۷) بازیگر و تهیه‌کننده آمریکایی بود. وی در بنیان‌گذاری بنیاد آل ترایبز برای نفع رساندن اقتصادی و فرهنگی به سرخ پوستان آمریکایی، و سازمان Give Love Give Life برای ارتقای آگاهی عموم دربارهٔ سرطان‌های زنان شرکت داشت. برتراند همسر سابق جون ویت و مادر آنجلینا جولی (هر دو از هنرپیشگان آمریکایی) بود و در سن ۵۶ سالگی پس از ۹ سال گذشت از سرطان تخمدان درگذشت.

## سالهای اولیه زندگی
برتراند در بیمارستان سنت فرنسیس در شهر بلو آیلند، ایالت ایلینوی زاده شد و در شهر کوچک مجاور آن به نام ریوردیل بزرگ شد. والدین او لوئی جون (نی گوونز؛ ۱۹۲۸–۱۹۷۳) و رولند ف. برتراند (۱۹۲۳–۱۹۸۵) نام داشتند. او یک خواهر کوچک‌تر به نام دبی و یک برادر کوچک‌تر به نام رالی داشت. برتراند از نژاد کانادایی فرانسوی، هلندی و آلمانی بود. وی همچنین ادعا می‌کرد که اجداد ایروکوا داشته‌است، هر چند همسر سابقش، جون ویت، یک بار اشاره کرد که برتراند «واقعاً ایروکوا نبوده‌است». دختر وی، آنجلینا جولی، می‌گوید که اغلب به اشتباه تصور می‌شد برتراند یک بازیگر فرانسوی است، ولی به گفته او «مادر من اصلاً شباهتی به فرانسوی‌های اهل پاریس ندارد. او در یک زمین بولینگ که متعلق به پدربزرگ و مادربزرگم بود بزرگ شد». در سال ۱۹۶۵، خانواده برتراند از حومه شیکاگو به بورلی هیلز در کالیفرنیا مهاجرت کردند و او از سال دوم تا زمان فارغ‌التحصیلی در دبیرستان بورلی هیلز تحصیل کرد.

## حرفه بازیگری
در طول سال‌های آغازین هنرپیشگی، برتراند زیر نظر لی استراسبرگ به یادگیری بازیگری پرداخت. در سال ۱۹۷۱، وی نقش کانی در اپیزود «عشق، صلح، برادری و قتل» در فصل چهارم سریال تلویزیونی آیرون‌ساید را ایفا کرد. در سال ۱۹۸۲، وی نقش کوچکی در فیلم نگاهی به بیرون بازی کرد که همسر سابقش جون ویت از نویسندگان این فیلم بود و در آن بازی کرده بود. یک سال بعد از آن، برتراند در آخرین نقش آفرینی خود در فیلم کمدی «مردی که زنان را دوست داشت» بازی کرد که بازسازی فیلمی فرانسوی به همین نام بود.

پس از آن برتراند توجه خود را به تهیه‌کنندگی معطوف کرد. او در سال ۱۹۸۳ شرکت تولید فیلم وودز رُد را با شریک زندگیش بیل دِی تأسیس کرد. در سال ۲۰۰۵، برتراند مستند ترودل را تهیه کرد که به شرح زندگی و کار جان ترودل، آهنگساز و فعال سنتی سو می‌پرداخت. ترودل برای نمایش رسمی در جشنواره فیلم ساندنس و جشنواره فیلم ترایبکا برگزیده شد و جایزه ویژه هیئت داوران جشنواره بین‌المللی فیلم سیاتل برای بهترین فیلم مستند را از آن خود کرد.

## فعالیت‌های بشردوستانه
برتراند و شریک زندگیش جان ترودل، بنیاد آل ترایبز را برای حمایت از بقای فرهنگی و اقتصادی بومیان آمریکا تأسیس کردند. تا سال ۲۰۰۷، این بنیاد بیش از ۸۰۰ هزار دلار کمک هزینه به برنامه‌های محافظتی که روش‌های زندگی قبیله‌ای را تقویت و از آینده جوامع بومی مراقبت می‌کنند، اهدا کرد.

در روز بین‌المللی زنان در سال ۲۰۰۳، برتراند و ترودل با همکاری کمیساریای عالی سازمان ملل برای پناهندگان، کنسرت خیریه‌ای به نفع زنان آواره افغان برگزار کردند.

برتراند که به سرطان تخمدان مبتلا شده بود، در سال ۱۹۹۹ به همراه ترودل بنیاد Give Love Give Life را بنیان نهاد. هدف آن‌ها افزایش آگاهی عمومی نسبت به سرطان تخمدان و سایر سرطان‌های زنان با استفاده از موسیقی بود. اولین کنسرت این بنیاد در فوریه ۲۰۰۴ در کلاب روکسی در شهر وست هالیوود ایالت فلوریدا برگزار شد. برتراند و ترودل تلاش داشتند تا در میان جامعه فیلم و موسیقی برای قانون یوهانا –قانونی برای حمایت مالی از آموزش و اطلاع‌رسانی دربارهٔ نشانه‌ها و علائم سرطانهای زنانه که در نهایت در ۱۲ ژانویه ۲۰۰۷ تصویب شد- حمایت استراتژیک جذب کنند. کنسرت دوم این بنیاد با هدف جمع‌آوری کمک‌های مالی برای انستیتو تحقیقات سرطان زنان در مرکز پزشکی سدارز-سینایی، در فوریه ۲۰۰۷، یک ماه بعد از درگذشت برتراند، در آمفی تئاتر گیبسون در لس آنجلس برگزار شد.

## زندگی شخصی
در سال ۱۹۷۱ برتراند با بازیگری به نام جون ویت ملاقات و در ۱۲ دسامبر ۱۹۷۱ با وی ازدواج کرد. بعد از یک سقط جنین در سال ۱۹۷۲، آن دو صاحب دو فرزند به نام‌های جیمز هون (زاده ۱۱ مه ۱۹۷۳) و آنجلینا جولی (۴ ژوئن ۱۹۷۵) شدند. هر دو فرزند آن‌ها بازیگر هستند و جولی نقش مادرش در شروع فعالیت هنری خود را بیشتر از پدرش می‌داند. برتراند و ویت در سال ۱۹۷۶ به دلیل خیانت ویت از یکدیگر جدا شدند. برتراند در ۱۹۷۸ از دادگاه تقاضای طلاق کرد و این پرونده در سال ۱۹۸۰ به سرانجام رسید.

بعد از طلاق از ویت، برتراند با مستندسازی به نام بیل دی وارد رابطه شد. آن دو یازده سال با هم زندگی کردند ولی هیچ‌گاه ازدواج نکردند. بعدها برتراند با جان ترودل، موسیقیدان و فعال سیاسی وارد رابطه شد.

در زمان فوت، برتراند سه نوه به نام‌های مدوکس، زهرا و شیلوه از فرزند دخترش داشت. وی نام پکس را برای چهارمین نوه ش که جولی در مارس ۲۰۰۷ به فرزند خواندگی قبول کرد برگزید. نوه دیگرش به نام ویوین در ژوئیه ۲۰۰۸ زاده شد که به یاد برتراند نام دوم مارچلین را برای او انتخاب کردند.

## مرگ
برتراند در اواخر عمرش زندگی دور از جنجالی برگزیده بود و با خبرنگارها مصاحبه نمی‌کرد. وی بعد از هشت سال مبارزه با سرطان تخمدان، در ۲۷ ژانویه ۲۰۰۷ و در سن ۵۶ سالگی در مرکز پزشکی سدارز-سینایی درگذشت. در زمان فوت او فرزندانش کنارش بودند. به گفته جولی، دختر برتراند، خانواده مادری وی زیاد عمر نمی‌کردند. به گفته جولی «خانواده مادری من زیاد عمر نمی‌کنند. مادربزرگم هم در جوانی فوت کرد در نتیجه مادرم همیشه فکر می‌کرد که این اتفاق برای او هم ممکن است بیفتد.»